# Poděbrady
Poděbrady là một thị trấn thuộc huyện Nymburk, vùng Středočeský, Cộng hòa Séc.